# 三碱式硫酸铅
三碱式硫酸铅（Tribasic lead sulfate），别名三盐基硫酸铅，化学式3PbO·PbSO4·H2O。它在欧盟经济区的生产量或进口量超10万吨/年。它可用于聚合物或涂料产品的生产。

## 性质
三碱式硫酸铅为白色至微黄色粉末。820°C为熔点。溶于水、硝酸、热浓盐酸、乙酸铵、乙酸钠溶液，微溶于乙酸、不溶于乙醇。为有毒化学物品。

## 制备
氧化铅的水浆液与少量乙酸混合，并在搅拌下加入一定比例的硫酸进行反应，反应后料浆经干燥、粉碎，制得三碱式硫酸铅。
{\displaystyle {\rm {\ 2PbO+2CH_{3}COOH\rightarrow Pb(CH_{3}COO)_{2}\cdot Pb(OH)_{2}}}}
{\displaystyle {\rm {\ Pb(CH_{3}COO)_{2}\cdot Pb(OH)_{2}+2H_{2}SO_{4}\rightarrow 2PbSO_{4}+2CH_{3}COOH+2H_{2}O}}}
{\displaystyle {\rm {\ 3PbO+PbSO_{4}+H_{2}O\rightarrow 3PbO\cdot PbSO_{4}\cdot H_{2}O}}}